# Monic Hendrickx
Monic Hendrickx (Sint Anthonis, 3 de dezembro de 1966) é uma atriz holandesa. Ganhou vários prêmios durante sua carreira, incluindo quatro prêmios Bezerro de Ouro de Melhor Atriz.

## Filmografia parcial

### Cinema
| Ano  | Título                                             | Papel             | Notas |
| ---- | -------------------------------------------------- | ----------------- | ----- |
| 2019 | De Belofte van Pisa                                | Iris Versluys     |       |
| 2016 | De Held                                            |                   |       |
| 2014 | Nena                                               | Martha            |       |
| 2014 | Kenau                                              | Kenau             |       |
| 2012 | Het Bombardement                                   |                   |       |
| 2011 | Sonny Boy                                          |                   |       |
| 2009 | The Storm                                          |                   |       |
| 2008 | De Brief voor de Koning                            | mãe de Tiuri      |       |
| 2007 | Unfinished Sky                                     | Tahmeena          |       |
| 2005 | Medea                                              | de Vries          |       |
| 2005 | Leef!                                              | Anna              |       |
| 2005 | Diep                                               |                   |       |
| 2004 | South                                              | Martje Portegies  |       |
| 2003 | Dwaalgast                                          | Hester            |       |
| 2001 | The Moving True Story of a Woman Ahead of Her Time | Nynke van Hichtum |       |
| 2001 | Zus & Zo                                           | Sonja             |       |
| 1998 | The Polish Bride                                   | Anna Krzyzanowska |       |

### Televisão
| Ano       | Título             | Papel               | Notas |
| --------- | ------------------ | ------------------- | ----- |
| 2019      | Heirs of the Night | Elisabetha          |       |
| 2010-2017 | Penoza             | Carmen van Walraven |       |